# Ergens in Nederland 1939-1945
Ergens in Nederland 1939-1945 is een museum in Emmen over de mobilisatie en de Tweede Wereldoorlog. Het museum is gevestigd in een bijgebouw van een woonhuis en heeft een oppervlakte van 250 m². Het is enkele dagen per week geopend. 
De naam van het museum is ontleend aan de door onder meer de media geheim gehouden locaties van Nederlandse militairen ten tijde van de mobilisatie (1939-40). Hieraan refereert het museum nog door middel van een citaat van een gelijknamig gedicht van Wim Kan uit 1940.
Het museum is in 2015 geopend en richt zich met name op Drenthe. De verzameling is sinds de jaren tachtig opgebouwd door middel van giften, opgravingen en aankopen. Voor de opening van het museum was de collectie in de garage van de eigenaar, Erik Zwiggelaar, die er eerder exposities mee gaf in de bibliotheken van Emmen en Klazienaveen, en ook lezingen op scholen gaf.
In het museum zijn voorbeelden te zien van militairen uit verschillende landen. Het toont onder meer legeruniformen, petten, helmen, gasmaskers, bajonetten, munitie, verbindingsmateriaal, gereedschappen en een zadel van een cavaleriepaard. Ook bevat de verzameling een schenking van een overlevende uit het Kamp Westerbork met gedichten van medegevangenen. Aan de collectie zijn enkele stukken toegevoegd die niet met de regio te maken hebben, maar voor een compleet beeld uit die tijd van belang zijn. Het gaat dan met name om stukken uit andere delen van Europa of uit Zuidoost-Azië.